# Потсдам (Охајо)
Потсдам (енгл. Potsdam) град је у америчкој савезној држави Охајо.

## Демографија
По попису из 2010. године број становника је 288, што је 85 (41,9%) становника више него 2000. године.
| Група             | 2000.       | 2010.       |
| Белци             | 201 (99,0%) | 277 (96,2%) |
| Афроамериканци    | 0 (0,0%)    | 0 (0,0%)    |
| Азијати           | 0 (0,0%)    | 0 (0,0%)    |
| Хиспаноамериканци | 1 (0,5%)    | 0 (0,0%)    |
| Укупно            | 203         | 288         |